# 서구화

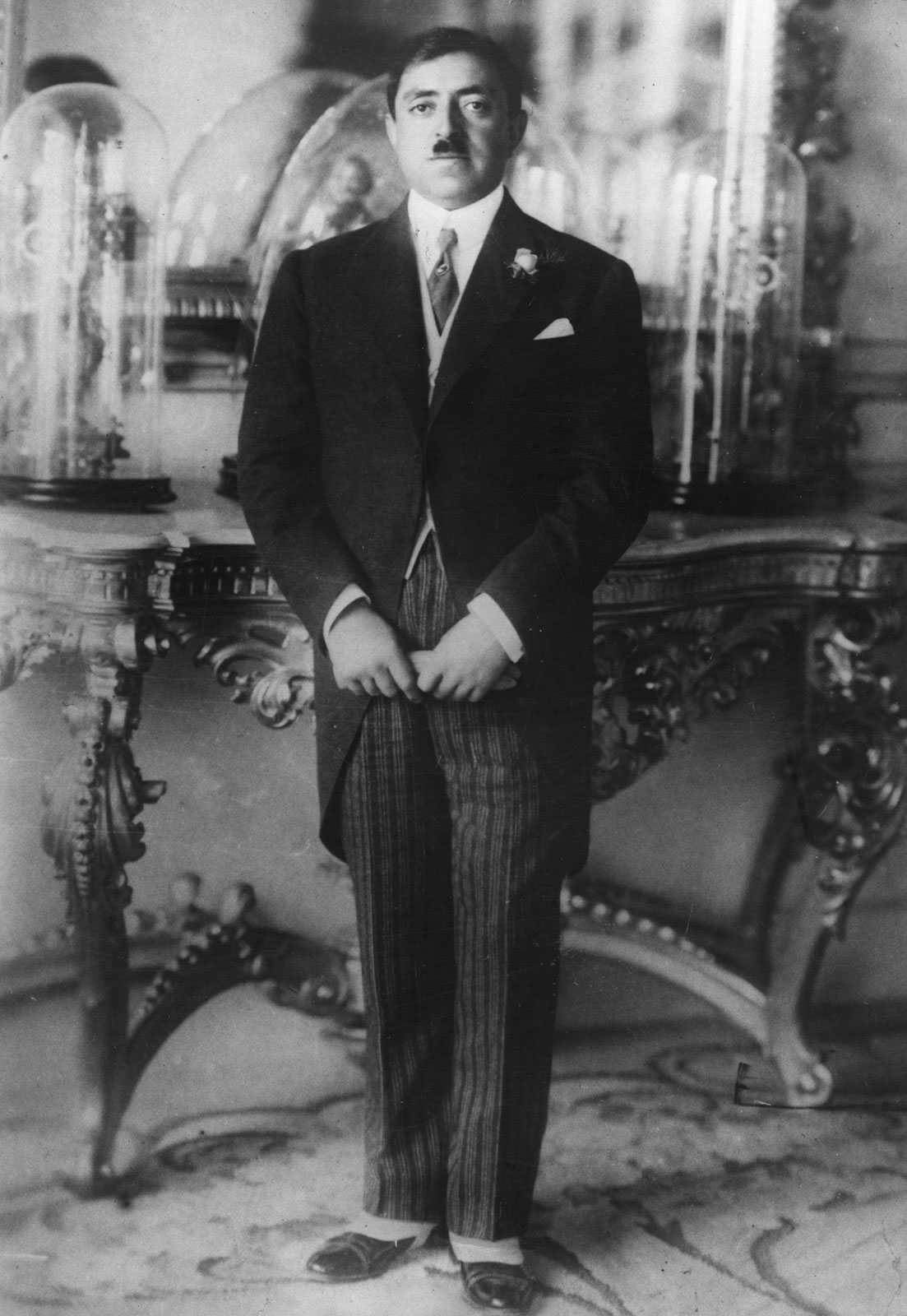
아프가니스탄의 왕 아마눌라 칸은 1920년대에 그의 나라를 서구화하려고 시도했지만 부족 반란이 그의 퇴위를 초래했다.

서구화, 서양화는 산업, 기술, 정치, 경제, 라이프스타일, 법, 규범, 풍습, 관습, 전통, 가치관, 인식, 식이요법, 옷, 언어, 알파벳, 종교, 철학 등과 같은 분야에서 사회가 서구 문화를 받아들이거나 채택하는 과정이다. 식민통치 기간동안 이런 것은 종종 서구 문명과 기독교의 확산과 관련이 있다.
서구화는 지난 몇 세기 동안 전세계에 걸쳐 점점 더 큰 영향을 미치고 있으며. 일부 사상가들은 서구화가 현대화와 동등하다고 가정하고 있다. 서구화의 전반적인 과정은 서구의 영향과 이익 자체가 영향을 받는 사회의 일부와 결합하여 서구의 삶이나 그 일부 측면을 달성한다는 추정적인 목표를 가지고, 서구 사회는 그 가정과 비서구 집단과의 상호작용에 의해 영향을 받는다는 점에서 양면성을 갖고 있다.
서구화는 고대 그리스로 거슬러 올라간다. 고대 그리스, 특히 아테네는 시민들이 직접 정치에 참여하는 민주주의 체제를 발전시켰다. 아테네의 민주주의 제도와 시민권 개념은 근현대 문명의 근간이 되었다. 또한 플라톤, 아리스토텔레스, 피타고라스 등 학자들은 논리적 사고와 자연철학의 전통을 세웠다. 이들은 뉴턴 이전엔 상대방의 논리를 주관적으로 거부하고 미신을 주장하는 등의 한계점도 있었으나 근현대 학문의 기초를 마련했고, 근현대 과학의 출발점이 되었다. 특히 그리스 문명은  비록 그들의 주관적 견해에 따라 아무렇지 않게 무시하기도 했으나 로마보다도 근현대에 가까운 인본주의와 도덕 등을 발전시켜 근현대 인류의 가치관에 맞닿아 있었다. 이후에 로마 제국은 로마식을 선호하는 전통적 로마인과 민주주의 등에 대한 귀족의 반감도 있었으나 부분적으로 그리스의 영향을 받아 고대 그리스 사회의 원칙과 가치에 기반한 새로운 문화를 창조했기 때문에 서구화의 첫 번째 과정을 밟게 된다. 로마인들은 유럽의 새로운 토대를 마련하고 그레코-로만 사회를 기반으로한 새로운 서구 정체성으로 성장할 문화로 부상했다.
서구화는 문화변용과 문화적응과도 비교될 수 있다. 문화변용은 "문화단체와 그 개인 구성원들의 접촉으로 인해 일어나는 문화적, 심리적 변화의 과정"이다. 접촉 후, 문화 패턴의 변화는 하나 혹은 두개의 문화 내에서 명확하다. 서구화와 비서양 문화에 특화된 외국 사회는 서구 이데올로기, 생활 방식, 신체적 외모에 비해 그들 자신의 사회 체계의 변화를 채택하는 경향이 있으며, 다른 수많은 측면과 하께 문화 패턴의 변화는 공동체가 서구 관습과 특성에 적응함에 따라 뿌리를 내리고 있는 것으로 볼 수 있다. 즉 이게 서구화다. 서구화에는 로마화, 헬레니즘, 프랑스화, 러시아화 및 게르만화를 포함한 역사적 형태가 있는 기독교화, 미국화 및 유럽화가 포함된다.
서구화 현상은 서구 관습과의 적응과 융합의 정도가 다른 공동체 내에서 다양한 규모로 일어날 것이기 때문에 사회 전반에 걸쳐 어떠한 특정 패턴도 따르지 않는다. 구체적으로 지배, 파괴, 저항, 생존, 적응 또는 변화가 원주민 문화에 영향을 미치는 정도는 민족간 접촉에 따라 다를 수 있다.

## 정의
서부의 일부 국가
주요 주제 : 서구 세계
"서"는 원래 서양 세계로 정의되었다. 고대 로마인들은 서양에 살았던 고대 이집트와 같은 동양문화(동방, 혹은 아시아)를 구별했다. 천년이 지난 후 East-West Schism은 가톨릭 교회와 동양의 전통 교회를 서로 분리시켰다. 서구의 정의는 서양의 영향을 받아 다른나라로 확산됨에 따라 변화했다. 이슬람과 비잔틴 학자들은 그리스 로마 문학의 저장소가 르네상스를 시작하자 서양의 성전에 보탬이 되었다. 10세기에 러시아가 기독교로 개종하였지만, 네덜란드에서 가져온 사상 덕분에 피터대왕이 나라의 정부와 교회, 사회를 현대화했을 때 서구는 이를 완전히 포함시키려 했다. 오늘날, 대부분의 현대적인 용어는 서구의 사회를 지칭하며, 그들의 가까운 족보, 언어, 철학적 후손들이 포함되는데, 전형적으로 유럽 문화로부터 민족 정체성과 지배적인 문화가 파생된 나라들이다. 그러나, 비슷한 역사의 배경에서 공유가 이루어지기는 하지만 서구 국가들과 인구사이에 많은 문화적, 언어적, 종교적, 정치적, 경제척 차이가 존재하기에 서구 세계를 하나의 단일체로 간주하는 것은 옳지 않다.
서양 문화에서는 일반적으로 호주, 캐나다, EFTA와 EU의 모든 유럽 회원국들, 유럽 미시국가들, 뉴질랜드, 영국 및 미국이 포함된다. 소련 시대 이전에 러시아는 서구 문명의 확장에 중요한 역할을 했다. 한중일 역시 서구의 문명과 학문에 많은 영향을 받아서 그리스에서 기원한 서구식 민족주의와 몇몇 역사학과 유사역사학 등은 서구가 원인이라 고대 그리스의 민족주의에 대한 개념과 서구의 역사학, 유사역사학에 기원이 되는 원형이 있다. 민중사학도 근대성이 있는 것들은 먼저 나온 서구의 민중사학에 영향을 받은 것들이 있다. 

### 서구화에 영향을 받은 국가들
서구화의 과정은 서구의 사회가 서구의 영향을 받거나 산업, 기술, 법률, 정치, 경제, 생활방식, 식생활, 의복, 언어, 알파벳, 종교, 철학, 가치관과 같은 다른 분야에서 서구 문화를 채택할 때 발생한다.
서구화 과정에서 다음과 같은 국가나 지역이 상당한 영향을 받았다 :
- 아프가니스탄[12](참조 : European influence in Afghanistan). 1928년 아프간 남북전쟁 이전에는 남아시아와 중앙아시아에 지리적으로 위치한 아프가니스탄(당시 아프가니스탄 왕국으로 알려짐)이 1920년대부터 아프간 왕 Amanullah Khan과 Soraya Tarzi의 일련의 개혁을 단행했다. 1960년대부터 1973년 아프가니스탄 쿠데타와 Mohammaed Daoud Khan의 정권부터 1978년 Saur Revolution에 이르는 Mohammed Zahir Shah의 통지까지 이 나라를 서구화하려는 눈에 띄는 시도는 없을 것이다. (참조 : Sovietization)
- 알제리[13]. 1991년 알제리 남북전쟁 이전에는 Houari Boumedienne(1965년 이후)와 Chadli Bendjedid(1979년 이후) 정부 시절 알제리가 북아프리카 서부(정치적으로 모로코와 튀니지에 영향을 미치는)에서 지배적인 국가가 되었다. 이 시기는 "Algeria's Belle Époque"로 기억된다. 사실상 알제리는 유럽 영향력이 가장 큰 북아프리카 국가(특히 프랑스)이다.
- 아르메니아.[14][15][16][17][18] 지리적으로 유라시아의 코카서스 지역에 위치한 아르메니아의 문화는 서구화 과정에서 점점 더 많은 영향을 받아왔다. 역사를 통틀어 아르메니아는 서양과 동양 문명의 영향을 받아왔으며, 아르메니아는 서기 301년에 기독교를 공식 종교로 채택한 세계 최초의 주가 되었다. 동부 아르메니아와 서부 아르메니아로 구성된 전통적인 아르메니아 고국은 로마, 페르시아, 오스만, 러시아 제국의 통치하에 있었다. 현재의 아르메니아 공화국은 소비에트 연방의 붕괴에 이어 1991년에 독립을 얻었다. 오늘날, 아르메니아 정부는 이란, 러시아, 미국과 EU를 포함한 서방 국가들과 긍정적인 관계를 유지하고 있다. 이 나라는 동방 파트너십, 유로네스트 의회 등 EU와 연계된 다양한 단체에 참여하고 있으며, CoE, OSCE, BSEC, 라 프랑코포니, NATO의 평화 및 유로-대서양 파트너십 협의회의 회원이다. 2017년 아르메니아는 EU와 광범위한 협정을 체결했다. CEPA 협정은 경제적, 정치적 유대를 더욱 강화한다. 아르메니아는 또한 UEFA, 유럽 올림픽 위원회, 유럽 고등 교육 지역 등 스포츠, 교육, 문화 행사를 위한 다양한 유럽 기구의 회원이며 유로비전에 참여하고 있다.
- 아제르바이잔[19]. 지리적으로 코카서스 산맥(서아시아와 동유럽의 자연경계)에 위치하며, 가장 현대화된 튀르크 국가다. 무슬림 국가로는 처음으로 오페라, 극장, 연극을 가진 나라일 뿐 아니라 세속주의와 종교적 관용에 대한 지지가 더 큰 무슬림 국가 중 하나이다. 또한 이 나라는 동유럽연합. 유럽평의회, GUAM 등 유럽연합(EU)과 연계된 서구 기구에도 참가한다. 보통 UEFA와 유로비전 송 콘테스트와 같은 스포츠 및 문화 행사를 위한 유럽 기구의 회원이다
- 카보베르데[20]. 카포베르데는 서아프리카에 있는 섬나라다. 카포베르데는 유럽 문화(특히 포르투갈)의 영향을 받았으며, 아조레스, 마데이라(포르투갈), 카나리아 제도(스페인)와 함께 마카로네시아의 군도에 속한다. 이 때문에 한국은 이베리아 국가들과 긴밀한 외교 문화 관계를 맺고 있으며 심지어 EU와 NATO와 같은 서구 기구들에 접근하려고 노력해왔다.
- 홍콩, 마카오, 싱가포르, 타이완. 극동에서 이 국가들의 지리적 위치에도 불구하고, 유럽(특히 영국과 포르투갈)과 미국 문화의 거대한 영향 때문에, 이 영토들은 서구화된 것으로 간주된다.
- 이란.[21] 1979년 이란 혁명 이전에는 중동에 지리적으로 위치한 이란(당시 이란 제국국가로 알려짐)이 1930년대부터 Reza Shah Pahlavi황제의 의한 개혁이 잇따랐다. 이 나라는 세속적(시아 이슬람은 여전히 국가의 공식 종교였지만)과 자유 시장 경제 체제를 갖춘 민주 정부가 서구를 중심으로 있었으며, 1963년 Mohammad Reza Pahlavi의 백인 혁명 이후 독특한 생활 수준을 가지고 있었다.
- 이라크.[22] 중동 지역에 위치한 이라크의 친서방 개혁은 1958년부터 1963년까지 Iraqui 공화국의 Abd al-Karim Qasim 정권으로 거슬러 올라간다. 그러나 1968년부터 1979년까지 바아티스트 이라크의 Ahmed Hassan al-Bakr 정부 동안 이 개혁은 훨씬 더 관련이 깊어졌다.
- 이스라엘.[23][24] 이스라엘은 지리적으로 중동에 위치해 있지만, 많은 서구의 문화적 영향은 디아스포라, 특히 캐나다, 프랑스, 독일, 영국, 미국과 같은 나라들에서 온 유대인 귀국자들에 의해 이스라엘에 유입되었고 심지어 EU와 NATO와 같은 서구 단체들에 접근하려고 시도하기도 했다. 이스라엘은 OECD의 회원이다. 이스라엘은 종종 UEFA와 유로비전 송 콘테스트와 같은 스포츠와 문화 행사를 위해 유럽 기구의 일원이 되는데, 이는 상당 부분 이스라엘이 아시아 각국에서 축출된 데 기인한다. 하이파대 사회학 명예교수인 Sammy Smooha에 따르면 이스라엘은 현대적이고 발전된 '세미-서구' 국가인 '하이브리드(hybrid)'로 묘사된다. 그는 시간이 흐르면서 이스라엘은 점점 더 서구적이 될 것이라고 인정했다. 그러나 현재 진행 중인 아랍-이스라엘 분쟁의 결과, 완전한 서구화는 이스라엘에서 느린 과정이 될 것이다.[24]
- 일본과 한국.[25][26]  지리적으로 동아시아에 위치하지만, 메이지 시대(일본 제국)와 고종 통치(대한제국) 이후 양국이 서구화하면서, 민주적인 형태의 정부, 자유시장 경제 체제, 높은 생활 수준과 서구 과학기술에 대한 주요 공헌을 가지고 있으며, 탈피할 수도 있다."하이브리드"라고 불리는 현대적이고 발달된 "세미-서구" 주들 그 두 나라에는 다수의 미군 기지가 주둔하고 있다. 두 나라는 또한 유럽 국가들과 EU와 역사적인 매우 긴밀한 관계를 맺고 있다.
- 카자흐스탄.[27]  카자흐스탄은 가장 큰 투르크 국가이며 중앙 아시아에 지리적으로 위치해 있음에도 불구하고 동유럽에 영토의 작은 부분을 가지고 있다. 중앙아시아의 다른 투르크족과 페르시아 국가(키르기스스탄, 타지키스탄, 투르크메니스탄, 우즈베키스탄)에서 지배적인 강국이지만, 카자흐스탄은 러시아 문화 영향력이 가장 큰 투르크 국가로서, 현재 EU 관련 단체의 회원은 아니지만, 보통 UEFA와 같은 스포츠 및 문화 행사를 위한 유럽 단체의 회원이다.
- 라틴 아메리카.[28] 라틴 아메리카의 대부분의 나라들은 서구 국가들로 간주되는데, 그 주된 이유는 대부분의 민족이 유럽인(스페인인과 포르투갈인 정착민 및 후에 다른 유럽 국가로부터의 이민)의 후손이며, 그들의 사회는 매우 서구화된 방식으로 운영되고 있기 때문이다. 실제로, 라틴 아메리카의 대부분의 나라들은 스페인어나 포르투갈어로 공용어를 사용한다. CIA에 따르면, 라틴 아메리카, 특히 스페인, 포르투갈 이외의 유럽 국가(예: 독일, 이탈리아, 네덜란드 등)에서 아르헨티나, 브라질, 칠레, 우루과이로의 이민도 상당히 있었다. 그러나 서방 국가들과 중남미 사이의 관계는 상당히 약하다.
- 레바논.[29] 레바논은 지리적으로 이스라엘 북부의 중동 지역에 위치하지만, 거의 40%의 기독교인들이 서구 국가들로부터 문화적으로나 사회적으로 많은 영향을 받고 있다. 특히 현재의 레바논 대부분을 포괄하는 툴루즈의 레이먼드  4세가 세운 트리폴리 카운티에서 프랑스와 유대를 공유한다. 레바논 사회 전체의 프랑스 유산은 프랑스어에 대한 유창한 지식이다. 이 나라의 기독교인들이 들여온 서양의 영향력은 나머지 인구에까지 퍼져 오늘의 레바논은 동서양의 독특한 혼합을 이루었다. 레바논의 비교적 진보적인 사회와 중동의 파리로 알려진 메트로폴리탄 베이루트의 문화와 특징은 서구화의 증거다. 2005년 레바논은 유로비전 송 콘테스트에 참가할 예정이었으나 탈퇴를 결정했다.[30]
- 필리핀.[31] 지리적으로 동남 아시아에 위치하며, 필리핀 문화에서 유럽(특히 스페인)과 미국 문화의 영향이 심하여, 이 나라는 서구화된 것으로 평가받고 있다. 게다가, 기독교 인구는 필리핀의 약 90%를 차지한다. 하지만 서방 국가도 필리핀도 양국 관계 발전에 관심이 없었다.
- 남아프리카. 지리적으로 남아프리카에 위치하는데, 유럽 문화(특히 영국과 네덜란드)의 영향이 심하기 때문에 서구화를 달성했다고 할 수 있다. 게다가, 남아프리카 공화국의 백인들은 남아공의 약 9퍼센트를 차지한다. 또 다른 9%는 혼혈이다. 그들 고유의 모국어를 유지해온 흑인 남아프리카인들과 달리, 대부분의 혼합 남아공인들은 아프리카어를 모국어로 사용한다. 마찬가지로, 대부분의 인도 남아공인들은 오늘날 영어를 모국어로 사용한다. 따라서, 이 집합적인 영어와 아프리커어 사용자들의 20%는 서양에 영향을 많이 받은 문화에서 살고 있다고 주장할 수 있다. 마찬가지로 백인과 콜로라도는 나미비아 인구의 10%가 넘는다. 그러나 서방 국가들과 남아프리카 공화국 사이의 관계는 상당히 약하다.
- 태국.[32] 태국은 지리적으로 동남아시아에 위치하지만 18세기와 19세기에 걸쳐 서구 열강과의 많은 불평등 조약과 영토의 강제 양보를 포함한 프랑스와 영국의 제국주의 압력에 직면했다. 그럼에도 불구하고 시암은 서양의 직접적인 통치를 피하는 유일한 동남아 국가로 남아 있었다. 그 나라는 저절로 서구화되었고, 샴의 통치체제는 중앙집권화되었고, Chulalongkorn 영향에 현대의 단일 군주의 절대 군주제로 탈바꿈하였다. 1950년대 후반 태국은 미국의 주요 동맹국이 되었고, SEATO의 일원으로서 이 지역에서 핵심적인 반공산주의 역할을 했다. 현재 태국은 서구 국가들과 강한 유대관계를 유지하고 있다.
- 터키.[33] 지리적으로 터키의 3%만이 동남유럽(동유럽)에 있고 나머지는 서아시아(특히 아나톨리아)에 있지만, 터키는 특히 20세기 초 무스타파 케말 아타튀르크의 개혁 이후 가장 서구화된 튀르크 국가다. 이 나라는 비슷한 경제 체제를 가지고 있고, 공식적인 회원국 후보일 뿐 아니라 유럽연합과 관세동맹을 맺고 있으며, OECD, 유럽평의회, NATO와 같은 전형적인 서구 조직의 일원이다. 보통 UEFA와 유로비전 송 콘테스트와 같은 스포츠 및 문화 행사를 위한 유럽 기구의 회원이다. 그러나 현재 터키와 서구 국가 간의 관계는 2010년대 10년 이래 악화되고 있다. 실제로 터키의 NATO 제명과 EU 가입 금지 등이 검토되고 있다. 역설적이게도, 터키를 현대화하려는 노력은 탄지마트와 함께 오스만 제국으로 거슬러 올라간다.
- UAE(아랍연합공화국).[34] 이집트, 북아프리카, 시리아, 중동(당시 아랍 공화국)은 1958년부터 1970년까지 아랍 사회주의 정책에서 개혁적 이념으로 유명한 가말 압델 나세르 정부 때 서구화되었다. 두 나라 사이의 이 연합은 리비아와 요르단에 정치적으로 영향을 미쳤다. 이집트의 경우, 인정받는 콥트 정교회 공동체를 가진 것과는 별개로, 무함마드 알리 파샤, 특히 이스마일 파샤의 통치 이후 현대화를 시도하고 있다. 수단도 이들 케디브의 정치적 지배하에 있었다.

서구화의 영향을 받는 국가의 정의를 넓히는 것은 논란을 일으킬 수 있다.

### 다른 관점

#### Kishore Mahbubani and Westernization
Kishore Mahbubani의 저서 위대한 융합: 아시아, 서양, 그리고 하나의 세계의 논리(공보)는 매우 낙관적이다. 왜냐하면 그것은 새로운 세계 문명이 만들어지고 있다고 제안한다. 대부분의 비서구 국가들은 서구의 생활수준을 존경하고 고수한다. 그러나 그는 새롭게 부상하고 있는 이 세계질서는 새로운 정책과 태도를 통해 통치되어야 한다고 경고한다. 그는 전 세계의 정책 입안자들이 그들의 선입견을 바꾸고 우리가 한 세계에 살고 있다는 것을 받아들여야 한다고 주장한다. 국익은 세계적인 이익과 균형을 이루어야 하며 권력은 공유되어야 한다. Mahbubani는 이러한 행동을 통해서만 온화하게 수렴되는 세상을 만들 수 있다고 촉구한다.
그는 "서구와 나머지 국가들" 사이에 갈등이 있다고 말하고, 비서구 문명이 서구 국가들에 대해 반응할 수 있는 세 가지 형태의 일반적인 행동을 제공한다.
1. 비서구 국가들은 그들 자신의 가치를 보존하고 서구의 침략으로부터 그들 자신을 보호하기 위해 고립을 꾀할 수 있다. 그러나 Huntington은 이 행동의 비용이 높고 소수의 주만이 그것을 추구할 수 있다고 주장한다.
2. '밴드왜건' 이론에 따르면 서구의 가치를 인정하지 않는 비서구 국가들도 동참할 수 있고 받아들일 수 있다.
3. 비서구 국가들은 근대화를 통해 서구의 힘의 균형을 맞추기 위해 노력할 수 있다. 그들은 경제, 군사력을 개발하고 서구에 대항하여 다른 비 서구 국가들과 협력하면서 여전히 자신의 가치와 제도를 보존할 수 있다.

The End of Westernization

Mahbubani는 의 다른 책인 신아시아반구에서 이 주장을 반박한다. 거역할 수 없는 힘의 동양으로의 이동. 이번에는 중국 등 동양의 강대국들이 생겨나는 등 서양의 영향력이 이제는 '무상화'되고 있다고 주장한다. 그의 진술에 따르면; 
…서구 밖에 사는 56억의 사람들은 더 이상 서구 문명의 선천적 우월성이나 내재적 우월성을 믿지 않는다. 대신에, 많은 사람들은 서구가 세계에서 가장 문명화된 지역으로 남아 있는지 의문을 품기 시작하고 있다. 오늘날 우리가 목격하고 있는 것은 이 많은 서구적 영향의 층을 점진적으로 제거하는 것이다.
그는 더 나아가서 서구의 영향력의 쇠퇴를 설명하면서, 서구의 신뢰가 다른 나라들과 함께 상실된 이유에 대해 언급한다.
1. 글로벌 관심과 요구를 갖겠다는 구두 약속과 서면 약속에도 불구하고 서구 국가들이 국제 문제보다 국내 문제를 우선시할 것이라는 인식이 확산되고 있다.
2. 서구세계는 중국 등 '비서구' 국가에 대한 인식에 점점 편향되고 밀착되면서 민주적 형태의 정부를 따르지 않은 것에 대해 '자유롭지 않은 나라'라고 선언하고 있다.
3. 서구는 국제 문제를 다룰 때 이중 잣대를 사용한다.
4. 가장 큰 동부 인구가 더 많은 권력을 얻으면서, 그들은 과거에 그들이 추구했던 서구의 영향에서 벗어나고 있다."반미주의" 정서는 서구인들이 믿고 싶어하기 때문에 일시적인 것이 아니다. 동양의 사고방식의 변화는 너무 중요해져서 다시 변할 수 없게 되었다.

#### Samuel P. Huntington and Westernization
영토적 묘사와는 대조적으로, 미국의 정치과학자 Samuel P Huntington과 같은 다른 사람들은 유럽과 북아메리카의 다수 서양의 기독교 지역을 간주하고 라틴 아메리카를 포함한 다른 6개의 문명을 창조하는 것과 같은 종교적 제휴에 근거한 "서구"가 무엇인지를 고려한다. 유교적, 일본인, 이슬람적, 힌두교적, 정통 슬라브어, 나머지 세계를 조직하기 위한 것이다.
나아가, Huntington은 냉전이 종식된 후, 비 서구 문명이 더 이상 서구 문명의 착취적인 수혜자가 아닌, 세계 역사를 형성하고 이동시키기 위해 서구에 합류하는 또 다른 중요한 행위자가 되는 새로운 양상으로 세계 정치가 이동되었다고 주장한다.
Huntington은 이념의 시대는 끝났지만 세계는 문화적 갈등으로 특징지어지는 정상적인 상태로 되돌아갔을 뿐이라고 믿었다. 그는 논문에서 앞으로 갈등의 1차 축은 문화·종교 노선을 따라 이뤄질 것이라고 주장했다.
Edward Said and Westernization
동양주의에서 Edward Said는 서구화를 식민지화 과정에서 일어난 것으로 보고 있는데, 이는 서구화를 보다 효과적으로 지배하기 위해 '주체 인종'을 본질화하는 행사다. 그는 Arthur Balfour 영국 총리가 19세기 후반 이집트에서 민족주의의 발전을 직업 통치의 "유익한" 제도에 역효과를 내는 것으로 간주했다고 말했다. Balfour는 이집트의 문명에 대한 영국의 위대한 "이해"에 호소하고 영국의 문화적 강점이 이집트의 인종적 결핍에 대한 자연스러운 윗사람으로 만들었다고 주장함으로써 이집트 국민에 대한 지속적인 통치에 찬성하는 주장을 폈다. 이 주장에 대해 Said는 "Balfour에게 지식은 문명의 기원부터 전성기, 쇠퇴기까지의 문명을 조사하는 것을 의미하며, 그것의 그러한 지식의 대상은 본질적으로 정밀조사에 취약하다. 다시말해서,  이 물체는 발전하거나, 변화하거나, 그렇지 않으면 스스로 변형되는 '사실'이다. 그럼에도 불구하고 근본적으로, 심지어 존재론적으로 안정적이다. 그런 것을 알고 있다는 것은 그것을 지배하는 것이다." 한 사회의 일관성 있는 지식을 주장하는 행위는 실제로 그것을 객관화하고 다른 사람들을 한계화로 만들어, 그 인종으로 분류되는 사람들을 "거의 어디에서나 거의 똑같다"로 만든다. Said는 또한 "비이성적" 인종과의 이러한 관계는 "서구적"이 의미하는 바를 강화시키고 일관성 있게 만드는 데에도 효과가 있다고 주장하고있다. Said는 또한 "열등한" 인종과의 이러한 관계는 사실 "서구"가 의마하는 것을 강화하고 일관성 있게 만드는 데 효과가 있다고 주장한다. "동양이 비이성적이고, 타락하고, 어린이 같고, "다르다"면, 유럽은 이성적이고, 덕 있고, 성숙하고, 정삭이다." 따라서 "서구"는 "동양"과 비슷한 방식으로 건설 역할을 한다. 즉, 특정 권력 관계를 정당화하기 위한 창조된 개념이다. 이 경우 외국의 식민지화와 통치가 이루어진다.

## 서구화의 과정

#### 식민지화 (1400년대 ~ 1700년대)
메인주제 : 식민주의
유럽화
1400년대부터, 유럽화와 식민주의는 점차 세계 많은 지역에 퍼져 나갔고, 이 5세기 동안 지구 대다수를 식민지로 만들거나 지배하면서 서로 다른 지역을 지배했다. 제 2차 세계 대전 이후 서구 지도자들과 학자들은 선천적인 자유와 국제 평등을 확대하려고 노력했다. 탈식민지화의 시기가 시작된 것이다. 1960년대 말에 대부분의 식민지국가는 자치권을 허용받았다. 그 새로운 국가들은 종종 서구의 문화에 대해 빈번히 반응하면서 헌법과 같은 서구 정치의 일부 측면을 채택했다.

#### 아시아의 서구화
서구화에 대한 일반적인 반응은 근본주의, 보호주의 또는 포용력을 다양한 수준으로 포함할 수 있다. 한국과 중국 같은 나라들은 고립주의 시스템을 채택하려고 시도했지만 결국 서구 문화의 일부를 그들 자신의 문화에 접목시켜, 전통적으로 서양의 패스트푸드 체인점인 맥도날드의 1,300개 이상의 위치들이 중국에 소개된 것을 예로 들 수 있듯이, 보통 독창적이고 독특한 사회적 영향을 더했다. 대만에 특화된 신부 사진 산업은 서양의 '사랑' 사상의 영향을 크게 받았다. 작가 보니 아드리안이 조사한 바와 같이 오늘날의 대만 신부 사진들은 과거의 인정된 규범과 현저한 대조를 이루며, 현대 부부들은 종종 큰 육체적 애정을 나타내며, 때때로 신랑과 신부 사이에 전시되는 역사적으로 두드러진 관계에 비해 현대성을 강화하기 위해 일반적으로 서구적인 환경에 놓여진다. 비록 서양의 개념들이 처음에는 대만에서 이러한 문화적 변화를 창조하는 데 역할을 했지만, 이러한 서양의 개념에 대한 조정과 사회적 수정 없이는 신부 사진에 대한 시장과 욕구가 지속되지 않았다.
한국에서 서구화와 최초의 만남은 17세기 조선 시대였다. 매년마다 황제는 중국에 특사 대사를 거의 파견하지 않았고 베이징에 머무르는 동안 서방 선교사들이 거기에 있었다. 선교사들을 통해 한국 대사들은 서양의 기술과 문화를 배워올수 있었다. 19세기 들어 한국은 일본과 중국을 제외한 외국에 대사를 파견하기 시작했다. 19세기 말 한국이 서서히 서구화되고 있는 동안, 한국은 서양식 '궁'은 받아들이되 동양식 '궁'을 안에 넣어 사용한다는 뜻의 '동도서기(東道西器 :  동양의 정신문화를 그대로 계승하고 서양의 기술만 받아들이자는 구호)'를 가지고 있었다.
일본에서는 1852년 매슈 캘브레이드 페리 미 해군 준장의 방문 전에 일본인들이 네덜란드 상인들에게만 문을 열었기 때문에 17세기부터 19세기 중반까지 네덜란드가 서구의 노하우를 일본인에게 전달하는 데 핵심적인 역할을 계속하였다. 페리 준장의 방문 이후 일본은 메이지 시대부터 서양 풍습과 전통을 일본인에게 가르치기 위해 서양인을 고용할 정도로 서양 문화를 의도적으로 받아들이기 시작했다. 많은 일본 정치인들은 이후 "아시아를 떠나는 것"또는 "안녕 아시아"에 대한 주장을 의미하는 Datsu-A Ron이라는 용어를 사용하여 일본 서구화를 장려했다. Datsu-A Ron에서 "서구화"는 "불가피한" 그러나 "실용적인" 변화로 묘사되었다. 일본이 미국과 동맹국에 항복한 후 제 2차 세계 대전이 끝난 후 일본 문화의 서구화 과정은 더욱 심화되었고 오늘날 일본은 아시아에서 가장 서구화된 국가 중 하나이다. 그러나 산업 효율성의 많은 진보에도 불구하고 일본은 엄격한 사회적 계층 구조와 제한된 개인화 문화를 유지해 왔다.
1930년대 초반에 샤 레자 칸이 지시하고 냉전 중에 그의 아들이 계속하여 이란의 보수적인 시아 이슬람 대중을 동요시켰던 서구화를 시도한 것으로 보인 이란에서 서구화의 과정은 1979년 이란 혁명의 일부 책임이 있다.
터키에서 서구화의 과정은 탄지마트 시대로 알려진 19세기로 거슬러 올라간다. 오스만 제국은 서양의 과학, 실천, 문화에 따라 변화하기 시작했다. 제국은 서양으로부터 몇 가지 혁신을 가져왔다. 또한, 외국 엔지니어들의 기여로 제국은 Old Arm 시스템을 수리했다. 새로 설립된 학교, 상임 대사, 민사 협의회는 제국을 위한 필수적인 개선이었다. 이 모든 개혁은 붕괴의 시점에 영향을 미쳤다. 또한, 유럽 국가들로부터 가져온 혁신은 제국을 현대적인 노선을 따라 운영되는 국가로 만들었다. 라틴 문자 알파벳의 순응과 프랑스식 세속주의 개념으로 무스타파 케말 아타튀르크의 주도하에 서구화의 노력은 계속되었다. 결과적으로, 터키는 가장 서구화된 다수 무슬림 국가들 중 하나이다.

### 세계화 (1970s–현재)
서구화는 종종 세계화의 진행 과정의 일부로 간주된다. 이 이론은 서구사상이 세계화를 이끌었고, 세계화가 서구 문화를 전파하여 서구화의 순환을 초래했다는 것을 의미한다. 민주주의와 헌법과 같은 서구 정부 체제 외에도 음악, 의류, 자동차와 같은 많은 서구 기술과 관습들이 세계 각지에 소개되어 전통적으로 비 서구 국가에서 모방되고 창조되었다.
그러나, 예를 들어, 1949년 이후 대만을 제외한 중국, 1975년 공산주의 인수 후 남베트남, 1979년 혁명 이후 아프가니스탄, 1979년 혁명 이후 이란 등 일부 국가에서도 서구화가 역전되었다.
주요 특징은 개인주의 문화의 확산과 결합된 경제적, 정치적(자유무역) 민주화다. 종종 세계화는 공산주의의 세계적인 영향과 반대되는 것으로 여겨졌다. 1991년 말 소련이 붕괴되고 냉전이 끝난 후, 많은 구성 요소 국가와 동맹국들은  지금까지 국가가 통제하는 산업의 민영화를 포함하여 서구화를 거쳤다.
논쟁이 계속되고 있는 가운데 세계화가 서구화로 특징지어질 수 있느냐는 문제는 여러 측면에서 볼 수 있다. 세계화는 경제, 정치, 심지어 음식이나 문화에 이르기까지 다양한 측면에서 일어나고 있다. 서구화는 일부 학교에 있어서 세계가 서구의 강대국들과 비슷하게 만드는 세계화의 한 형태로 보여진다. 세계화가 된다는 것은 세계의 긍정적인 측면을 취한다는 것을 의미하지만, 세계화는 또한 서구화 되는 것에 대한 논쟁을 불러 일으킨다. 민주주의, 패스트푸드, 그리고 미국의 대중문화는 모두 세계의 서구화로 간주되는 예가 될 수 있다.
Jura Gentium(the University of Florence)이 발행한 '소셜 네트워크에 의해 경제하게 되는 Globe 이론 : "a new Sphere of influence 2.0"'에 따르면, 서구화에서의 역할 증가는 소셜 미디어에 의해 지배되고 있다고 한다. 미국 소셜미디어(이란과 중국이 페이스북, 트위터를 통해)를 금지하기로 결정한 동양 현실과의 비교는 자국민의 서구화 과정과 소통 방식을 피하려는 정치적 열망을 나타낸다.

## 결과
유럽인들의 아메리카와 오세아니아 식민지화로 인해 아메리카와 오세아니아의 문화적, 민족적, 언어적 구성이 바뀌었다. 이것은 호주, 캐나다, 뉴질랜드, 미국과 같은 이전의 정착민 식민지에서 가장 잘 볼 수 있으며 심지어 덜한 범위의 라틴 아메리카 국가인 아르헨티나, 브라질, 칠레, 코스타리카, 우루과이에서도 전통적인 원주민 인구가 질병과 분쟁으로 인해 인구 통계 적으로 비 원주민 정착민으로 대체되고 있다. 정착국가의 이러한 인구통계학적 점령은 종종 언어적, 사회적 및 문화적 소외를 초래했다. 그러나 멕시코, 페루, 파나마, 수리남, 에콰도르, 볼리비아, 베네수엘라, 벨리즈, 파라과이, 남아프리카, 콜롬비아, 과테말라, 아이티, 온두라스, 가이아나, 엘살바도르, 자메이카, 쿠바 또는 니카라과와 같은 많은 원주민 인구가 남아 있거나 원주민이 유럽 정착민과 상당히 혼합되어있는 국가에서도 상대적 소외가 여전히 존재하고있다.
식민지화와 유럽 이민으로 인해, 아메리카, 호주, 뉴질랜드, 북아시아와 남아프리카와 중앙아시아의 일부에서 널리 사용되는 토착 언어는 현재 주로 유럽어 또는 크리올(creole)어이다.
많은 토착 언어들이 멸종될 위기에 처해 있다. 하지만, 몇몇 정착국들은 토착 언어들을 보존하기 위해 많은 노력을 기울이고 있다. 예를 들어, 뉴질랜드에서 마오리언어는 세 개의 공식 언어 중 하나이고, 다른 언어는 영어와 뉴질랜드 수화이다.